# All of My Love
Chansons représentant Malte au Concours Eurovision de la chanson
Chameleon
(2019) Je me casse
(2021)
All of My Love est une chanson de la chanteuse maltaise Destiny, sortie le 9 mars 2020 en téléchargement numérique. La chanson aurait dû représenter Malte au Concours Eurovision de la chanson 2020, à Rotterdam, aux Pays-Bas.

## À l'Eurovision
Le 8 mars 2020, la chanson All of My Love de Destiny est présentée par le diffuseur TVM comme représentant de Malte à l'Eurovision 2020 après une sélection interne.
La chanson aurait dû être interprétée en dixième position de l'ordre de passage de la première demi-finale, le 12 mai 2020. Cependant, le 18 mars 2020, l'annulation du Concours en raison de la pandémie de Covid-19 est annoncée.